# Alicja Olechowska
Alicja Danuta Olechowska (Grodzisk Mazowiecki; 10 de Fevereiro de 1956 — ) é uma política da Polónia. Ela foi eleita para a Sejm em 25 de Setembro de 2005 com 6395 votos em 20 no distrito de Warsaw, candidata pelas listas do partido Platforma Obywatelska.
Ela também foi membro da Sejm 2001-2005.